# Terremoto de Bingöl
El terremoto de Bingöl fue un terremoto acaecido el 1 de mayo a las 00:27 UTC, que golpeó el este de Turquía durante unos 20 segundos, con una escala sismológica de magnitud de momento de 6.4 y un máximo en la escala sismológica de Mercalli de IX (Muy destructivo). El epicentro se produjo debido a un movimiento de fallas en la provincia de Bingöl, 15 km al norte de Bingöl. Al menos murieron 177 personas, otras 520 resultaron heridas y 625 edificios colapsaron o sufrieron daños graves. Ochenta y cuatro de las muertes fueron causadas por el colapso de un bloque del internado de Celtiksuyu, donde se encontraban un total de 198 niños.
Ya en 1971 Bingöl sufrió otro terremoto con el resultado de 995 personas fallecidas.

## Reacciones
Francia, Alemania, e Israel fueron los primeros países en ofrecer su ayuda, y el Gobierno griego donó 300.000 euros. Joschka Fischer, el ministro de exteriores alemán, declaró que es especialmente trágico que haya tantos niños entre los muertos y los heridos. Esperamos que los desaparecidos sean rescatados lo más pronto posible.

## Consecuencias
Debido al temor por que se produzcan más réplicas, muchos de los habitantes de Bingöl pasaron las siguientes noches en tiendas de campaña.